# Speikkogel
Speikkogel är ett berg i Österrike.   Det ligger i distriktet Murtal och förbundslandet Steiermark, i den östra delen av landet, 150 km sydväst om huvudstaden Wien. Toppen på Speikkogel är 1 988 meter över havet, eller 606 meter över den omgivande terrängen. Bredden vid basen är 20,7 km.
Terrängen runt Speikkogel är kuperad åt sydost, men åt nordväst är den bergig. Speikkogel är den högsta punkten i trakten. Närmaste större samhälle är Köflach, 16,8 km söder om Speikkogel. 
I omgivningarna runt Speikkogel växer i huvudsak blandskog. Runt Speikkogel är det ganska tätbefolkat, med 78 invånare per kvadratkilometer.